# Бодегон

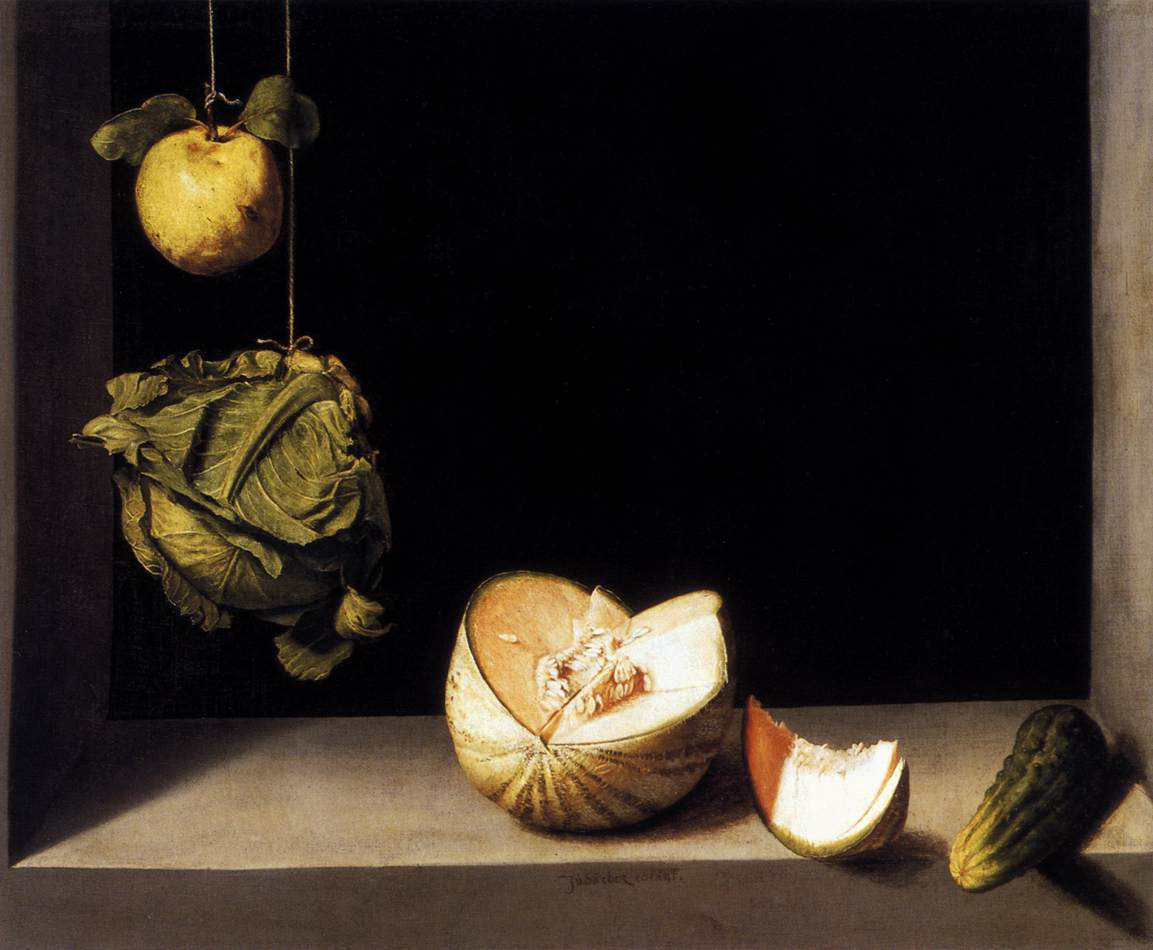
Хуан Санчес Котан. Натюрморт. Ок. 1600. Холст, масло. Художественный музей Сан-Диего, Калифорния, США

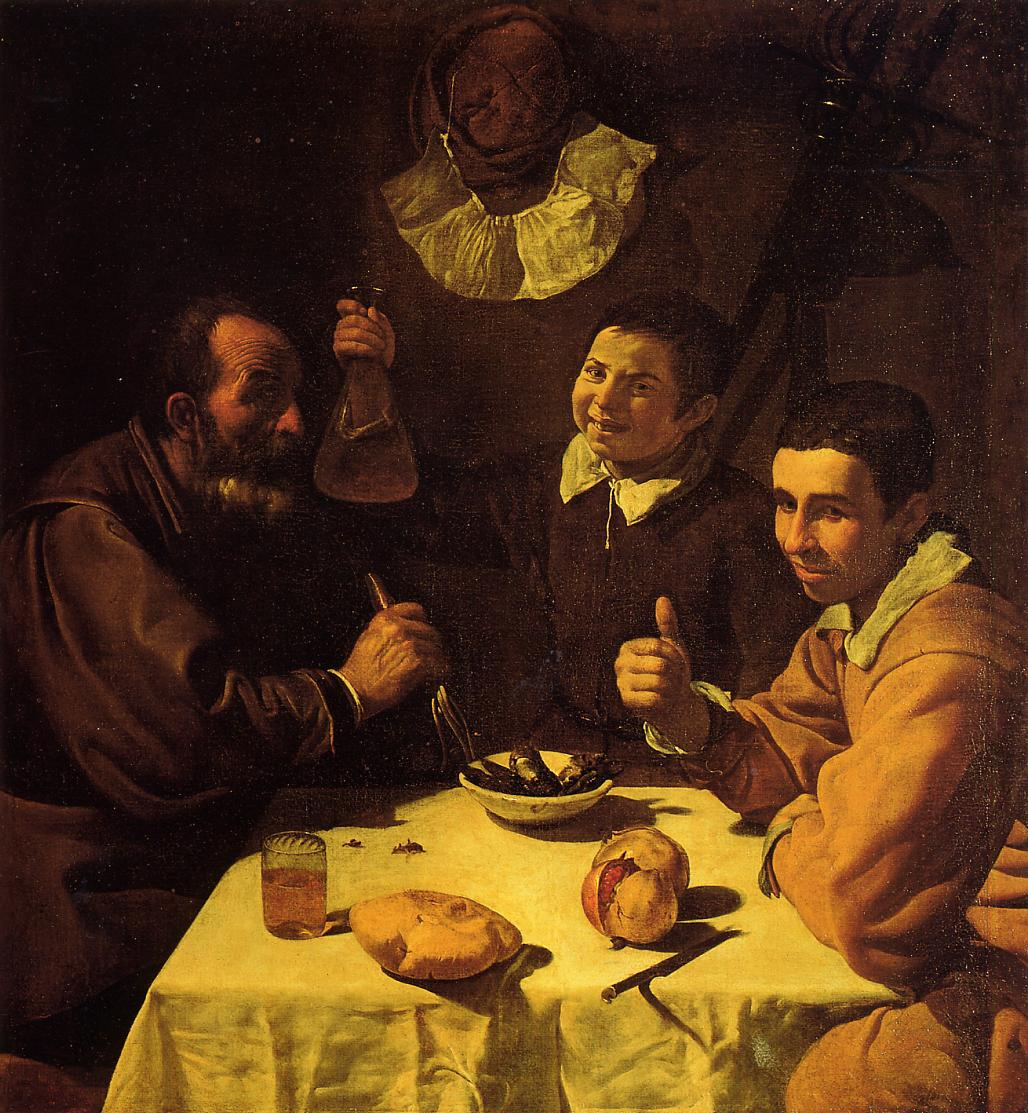
Д. Веласкес. Завтрак. 1618. Холст, масло. Государственный Эрмитаж, Санкт-Петербург

Бодего́н (исп. bodegón, от bodega — трактир, харчевня; мн. ч. бодегонес) — традиционный жанр испанской живописи XVII века, эпохи барокко, предполагающий изображение стола с закусками и выпивкой либо сидящих за столом людей, занятых едой, а также сцен приготовления пищи на кухне. В этом оригинальном жанре соединяются элементы изображения интерьера, бытовых сцен и натюрморта.

## Происхождение названия
Создателем жанра «бодегон» считается испанский художник севильской школы, живописец и гравёр, Франсиско Эррера Старший — караваджист и первый учитель Диего Веласкеса.
Термин «бодегон», или «бодегонес», использовался приблизительно с 1650 года. Вначале этим словом называли бытовые сцены в ранней живописи Диего Веласкеса, в которых изображены обедающие или занятые приготовлением пищи простолюдины.
В испанском языке XVI—XVII веков не было аналога французскому слову «натюрморт». Вместо него использовался термин «бодегон» (bodegon), значение которого испанский филолог семнадцатого века Себастьян де Коваррубиас в своей книге «Сокровищница кастильского языка» (1611) определяет как «фундамент или основание дома, где находится погреб для того, чтобы тот, кто не имеет никого, кто бы ему приготовил пищу, мог бы найти еду и питье». Таким образом слово «бодегоны» лучше всего перевести на русский язык как «погребки».
Некоторые испанские картины бытового жанра, по всей видимости, изображали реальные трактиры-бодегонес. Однако, по ассоциации, название перешло к широкому кругу картин бытового жанра, изображающих лиц незнатного происхождения, часто с едой и напитками. Уже в 1590 году фламандские и итальянские изображения кухни и рыночные сцены назывались «бодегонес».
Испанский живописец, теоретик искусства и поэт Франсиско Пачеко в трактате «Искусство живописи, его древность и величие» (Arte de la pintura, su antiquedad y grandezа, 1649) описывал бодегон как натуралистический жанр живописи своего ученика и приёмного сына Веласкеса.
В современном разговорном испанском языке это слово означает просто «натюрморт».

## Живопись «бодегонес»
Первые картины этого жанра появились в конце XVI веке под влиянием итальянских натюрмортов. Три таких «bodegones de Italia» были написаны в 1592 году. Самые ранние известные примеры изображения рыночных сцен в испанской живописи, подписанные Хуан Эстебан, появились в городе Убеда в 1606 году.
В Италии бодегоны получили распространение под влиянием реалистической манеры художника Микеланджело да Караваджо. Обращение к «низкому» жанру стало реакцией на изысканность итальянского маньеризма. Позднее словом «бодегон» стали называть жанр натюрморта в целом.
Бодегоны подразделяются на три основных жанровых разновидности:
- натюрморты, обычно на нейтральном фоне;
- изображение сцен в трактире, на улице, в лавке, с участием небольшого количества персонажей (в основном — простолюдинов), сочетающие в себе элементы бытовой сцены и натюрморта[8].
- соединение в одной композиции «завтраков» с элементами натюрморта типа обманки (trompe-l'œil), цветочными букетами или натюрмортом vanitas (бренность).

Жанр бодегонес имел свои традиционные формы — сцены в полутёмном помещении с неярким источником света, при котором особенно контрастно выделяются объёмы и очертания фигур, в частности, в картинах караваджистов и тенебристов. Бодегон был любимым жанром Диего Веласкеса во время первого, «севильского» периода его творчества. К этому жанру не раз обращались Франсиско де Сурбаран, Франсиско Лопес Каро и многие другие художники.
Похожий жанр живописи получил развитие в искусстве южных Нидерландов, которые тогда были частью Испании. Его наиболее известными представителями были Иоахим Бейкелар и Питер Артсен. Новые изобразительные идеи могли также попасть в Испанию через Неаполь (который в то время также был испанским) или посредством творчества Винченцо Кампи и Аннибале Карраччи. В культурно-историческом плане этот поворот к простым вещам и повседневному народному быту связан с отходом от маньеристской искусственности, внимательным наблюдением действительности, которые можно наблюдать и в других жанрах европейской живописи. В ранних бодегонах Веласкеса элементы натюрморта уже выдвинуты на передний план, но всё ещё являются частью образных ситуаций («Старуха, жарящая яйца», 1618) или даже используют библейскую фоновую сцену, следуя голландской модели, для оправдания выбора «низкого жанра».
Бодегон считался «низким» жанром в иерархии жанров. В кругу Академизм художников-академистов такие картины считались «несущественными» и даже «порочащими». Например, они открыто высмеивались соперником Веласкеса, Винченцо Кардуччи в его «Diálogos de la pintura» (1633).
Испанские барочные натюрморты были более строгими; они отличались от фламандских, которые часто представляют богатые пиршественные столы, окружённые роскошными предметами с экзотическими тканями, фарфором и стеклом. Как голландские, так и испанские натюрморты часто включали элементы моральных композиций «vanitas».

## Галерея

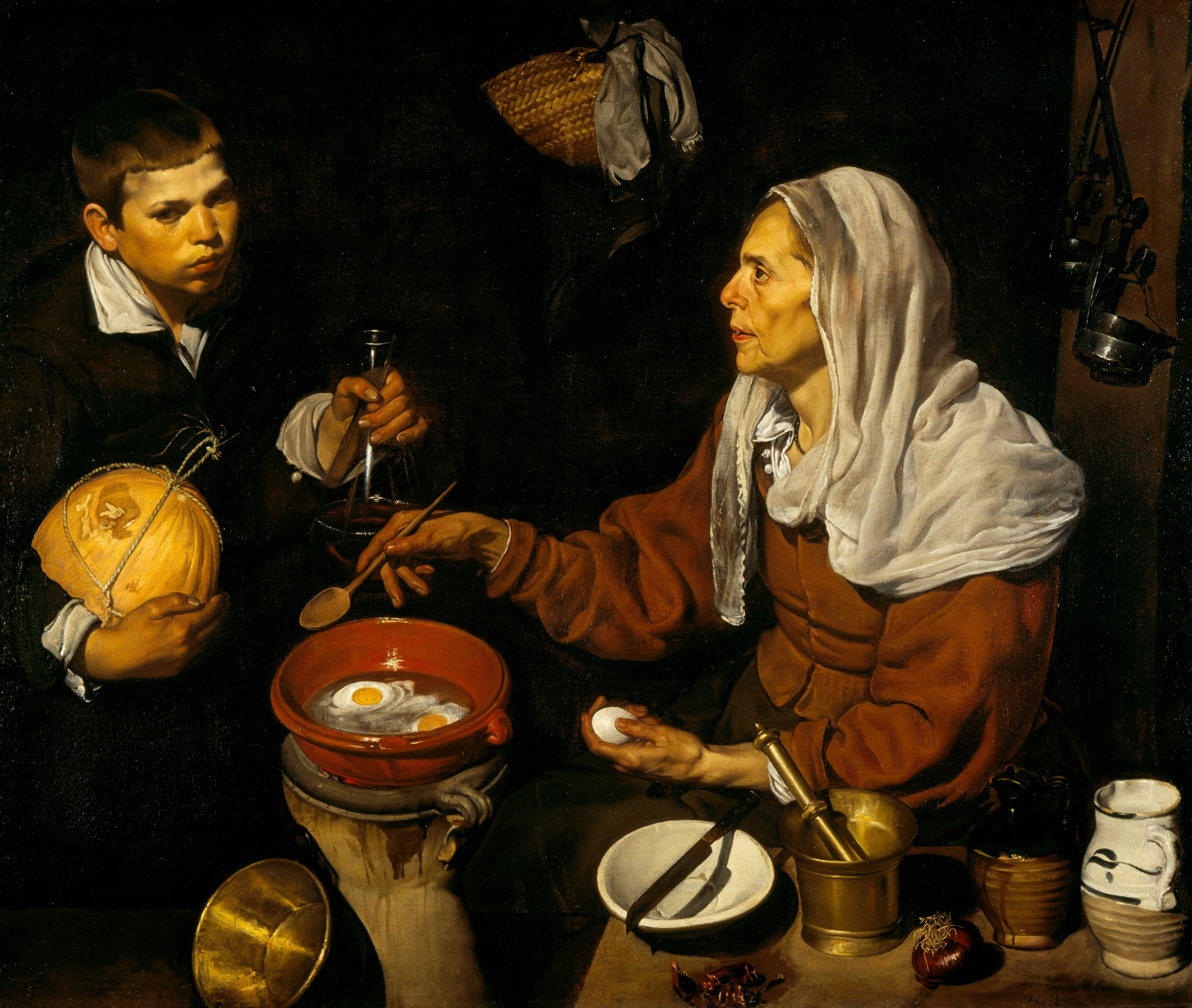
Д. Веласкес. Старуха, жарящая яйца. 1618. Холст, масло. Национальная галерея Шотландии, Эдинбург
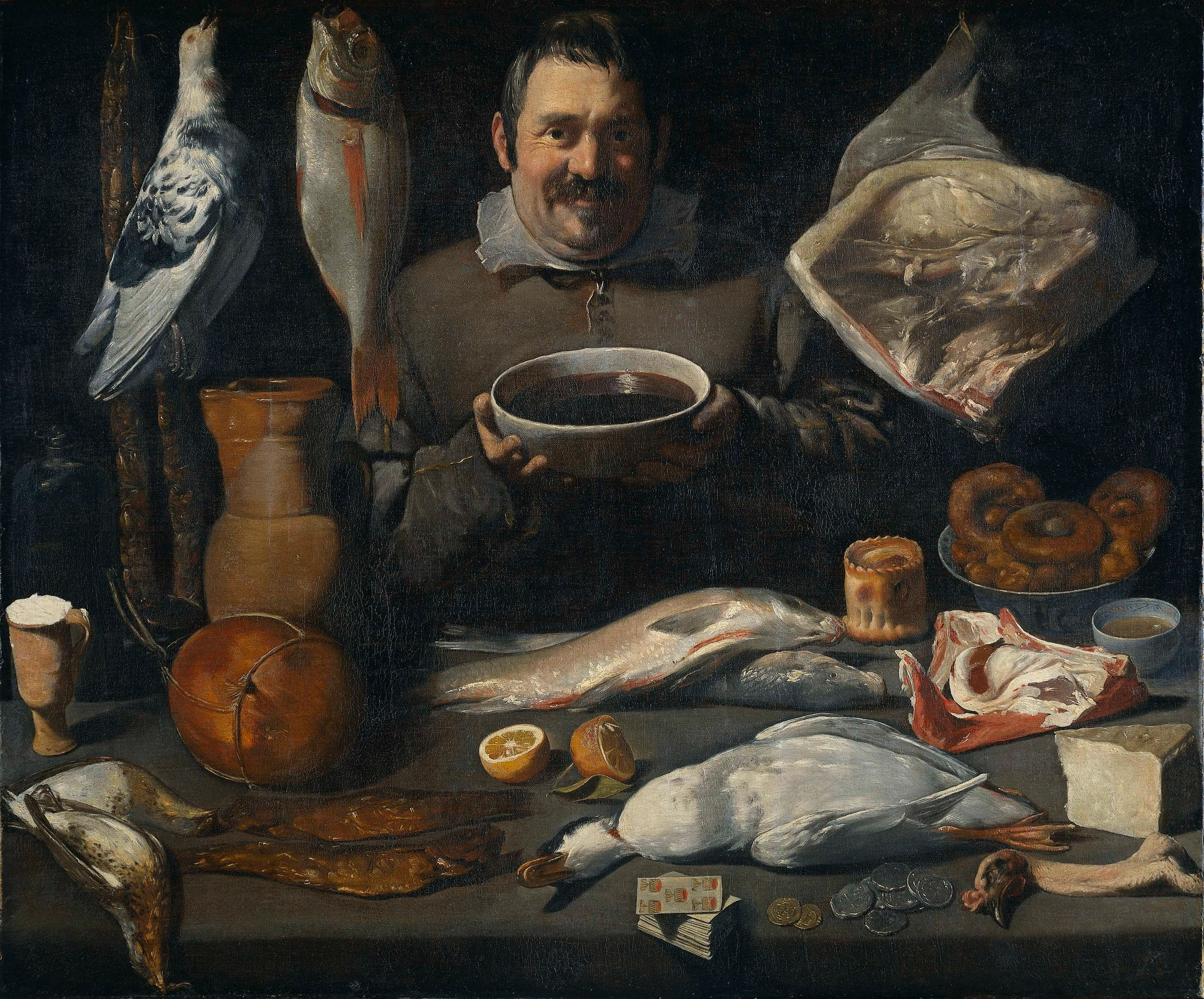
Неизвестный художник. Кухонная сцена. 1610–1625. Холст, масло. Рейксмюсеум, Амстердам
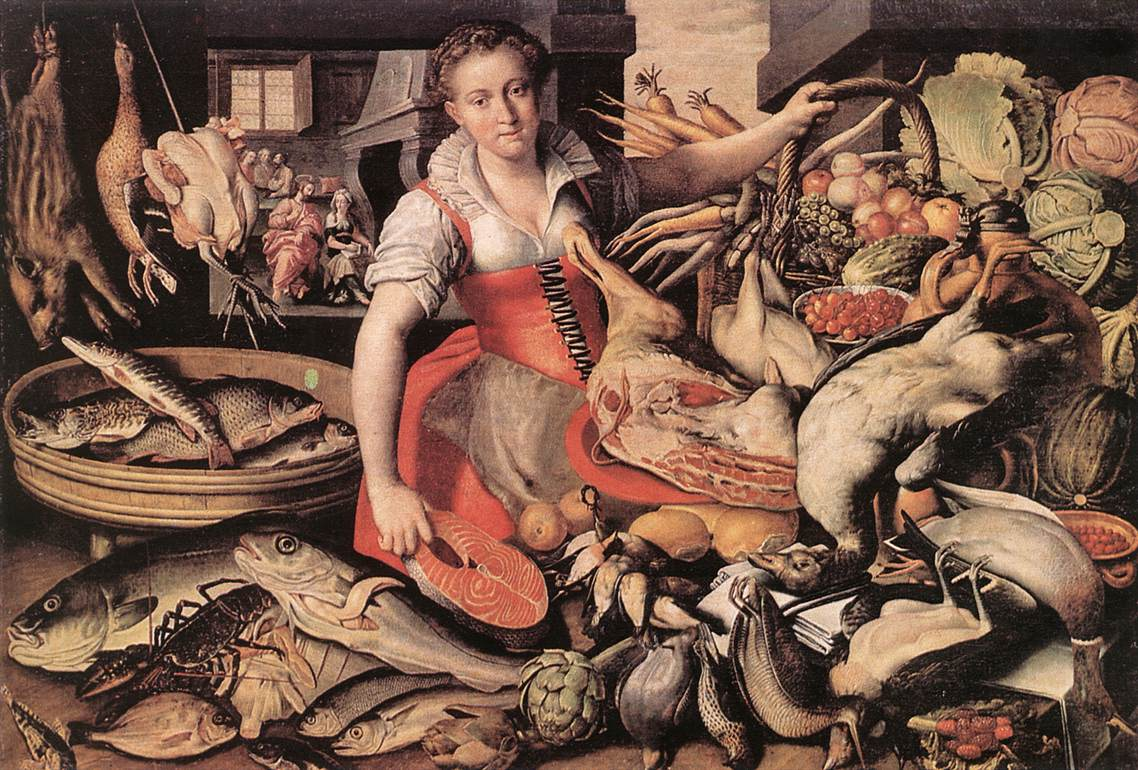
В. Кампи. Христос в доме Марфы и Марии (на дальнем плане). 1570-е. Холст, масло. Галерея Эсте, Модена
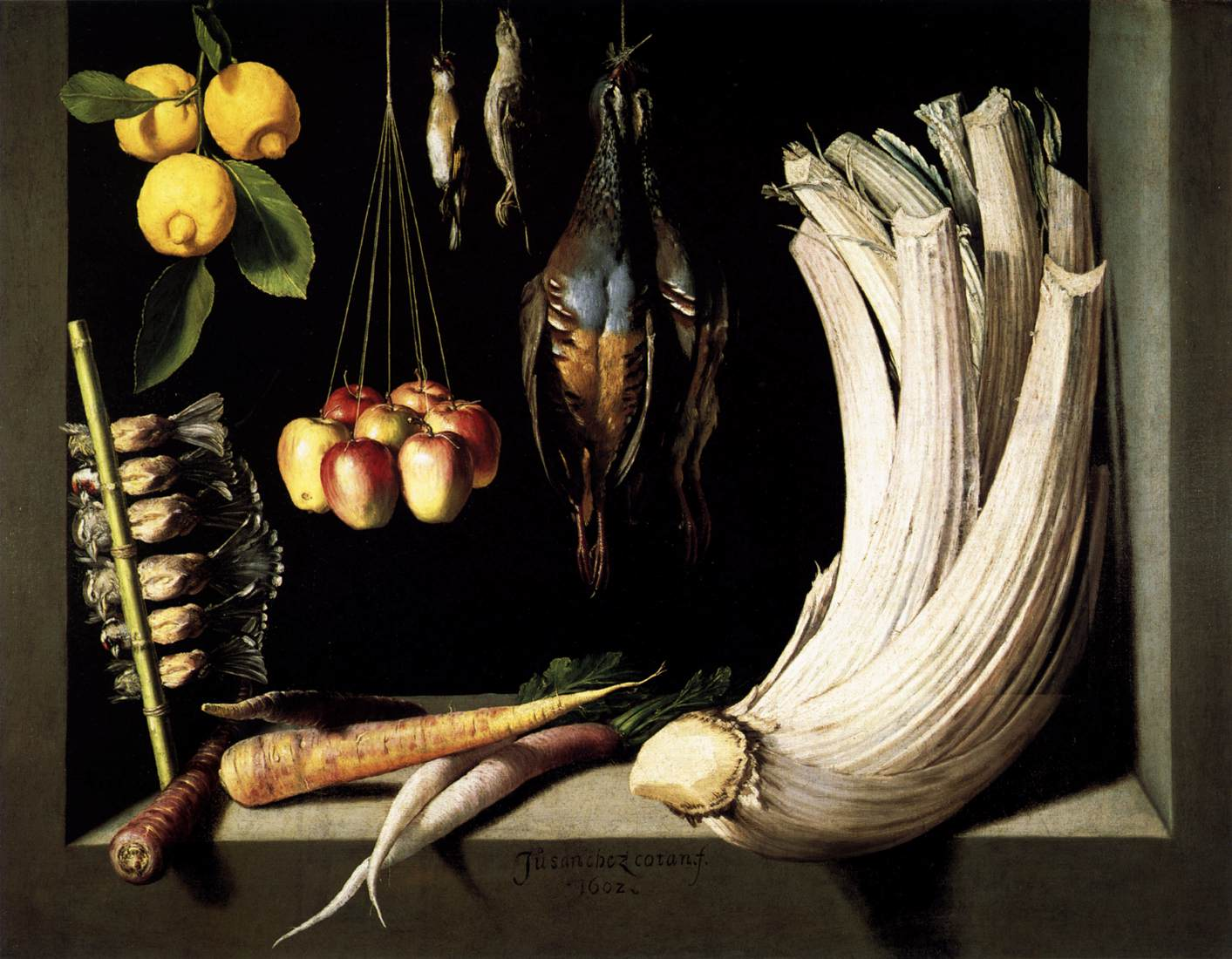
Фра Х. Санчес Котан. Натюрморт с дичью, овощами и фруктами. 1602. Холст, масло. Прадо, Мадрид
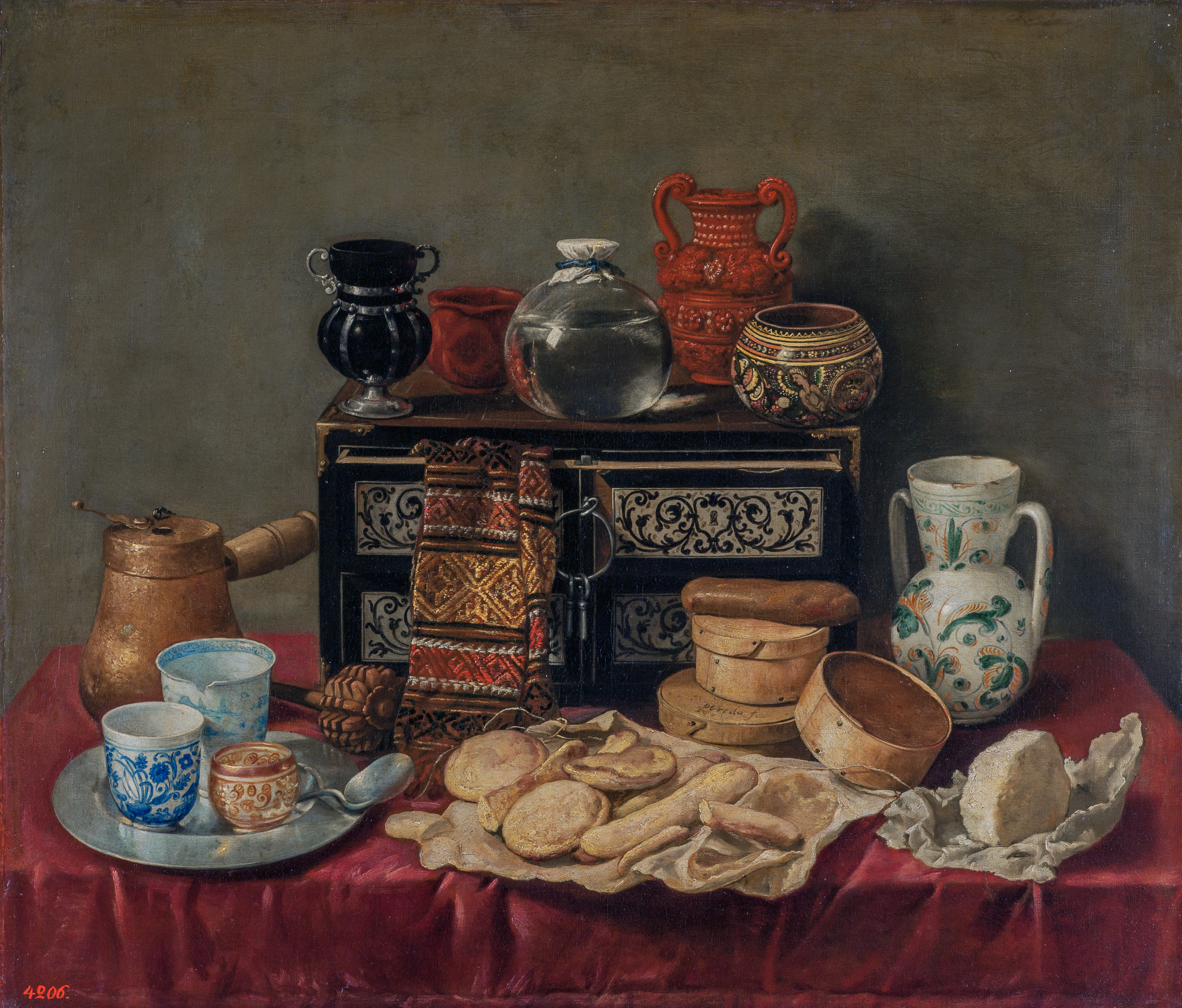
A. де Переда и Сальгадо. Натюрморт с сундуком из чёрного дерева. 1652. Холст, масло. Государственный Эрмитаж, Санкт-Петербург
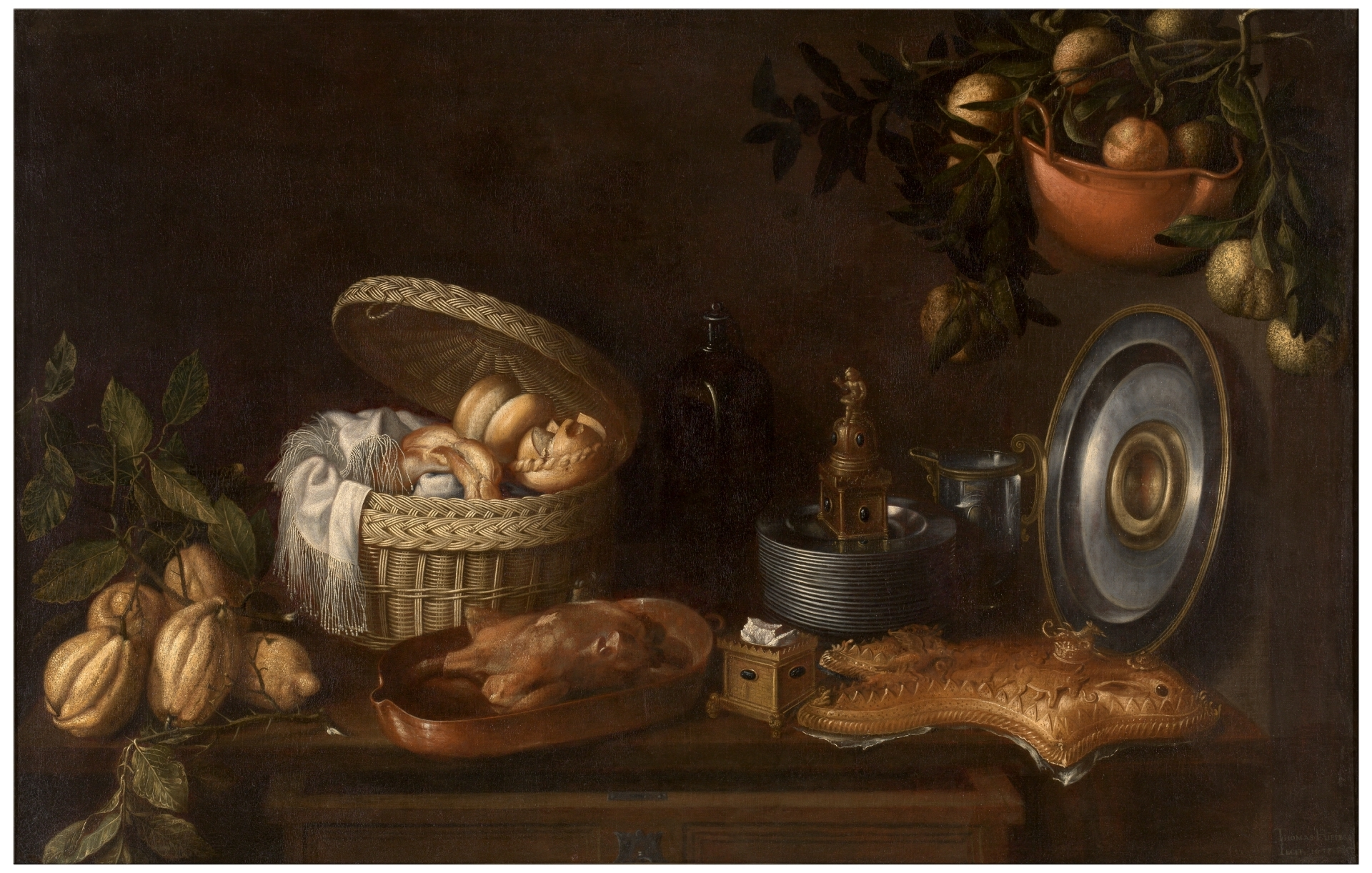
Т. Йепес. Запечённая еда, металлическая кухонная утварь и фрукты на ветках. 1668. Холст, масло. Прадо, Мадрид
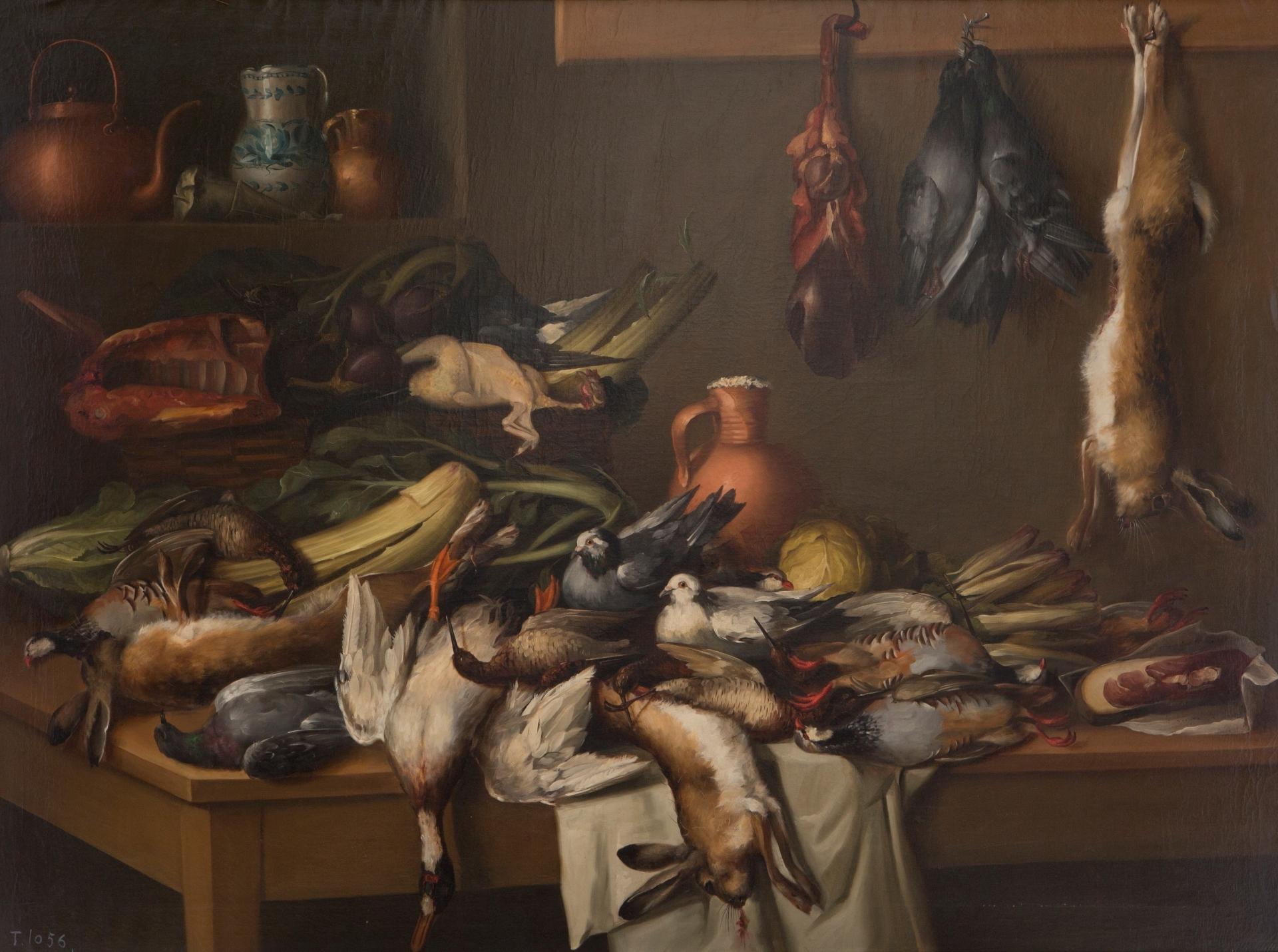
Х. М. Корхон. Кухонный натюрморт с дичью и овощами 1850—1855. Холст, масло. Прадо, Мадрид
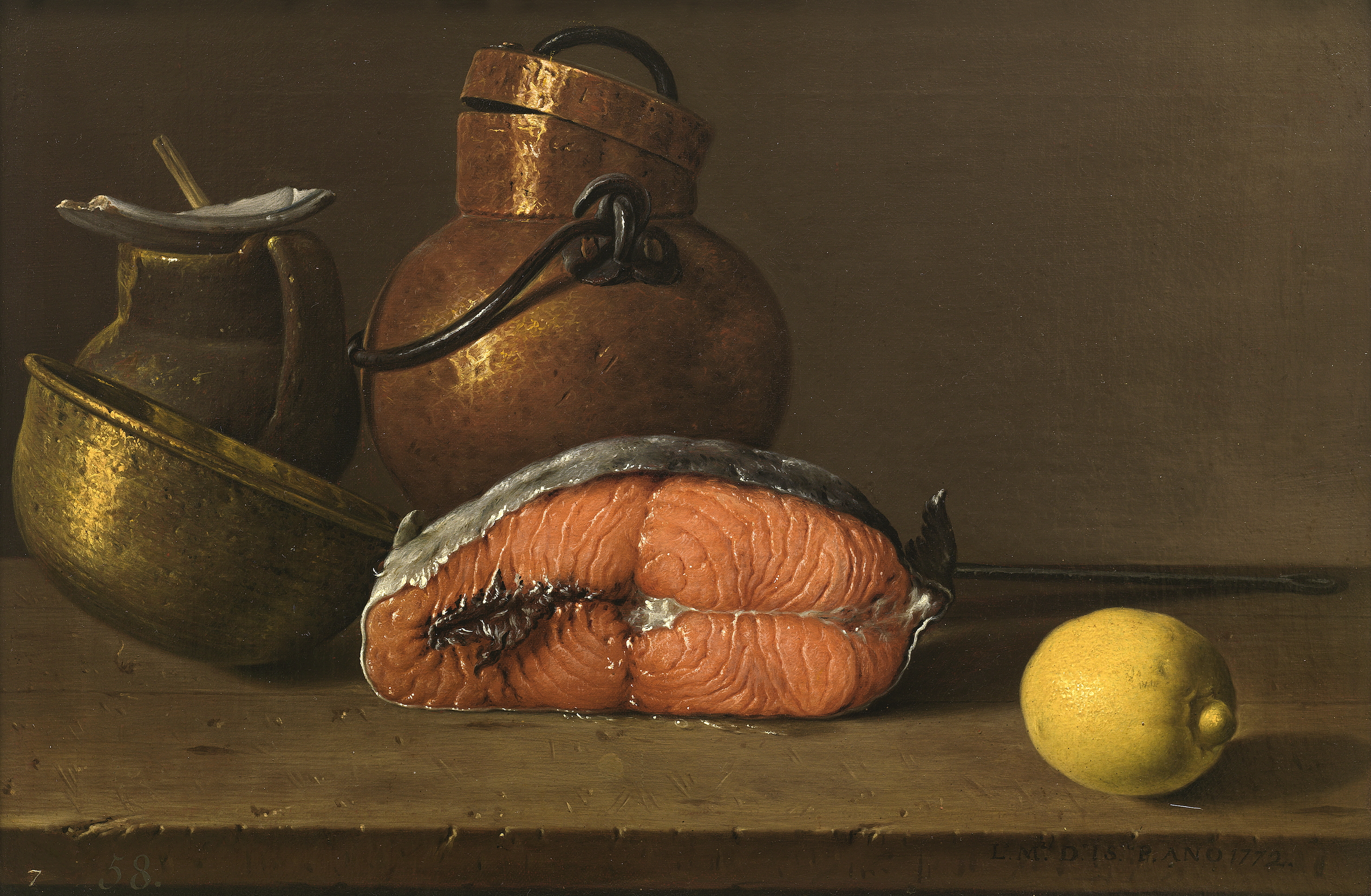
Л. Мелендес. Натюрморт с лососем, лимоном и тремя сосудами. 1772. Холст, масло. Прадо, Мадрид
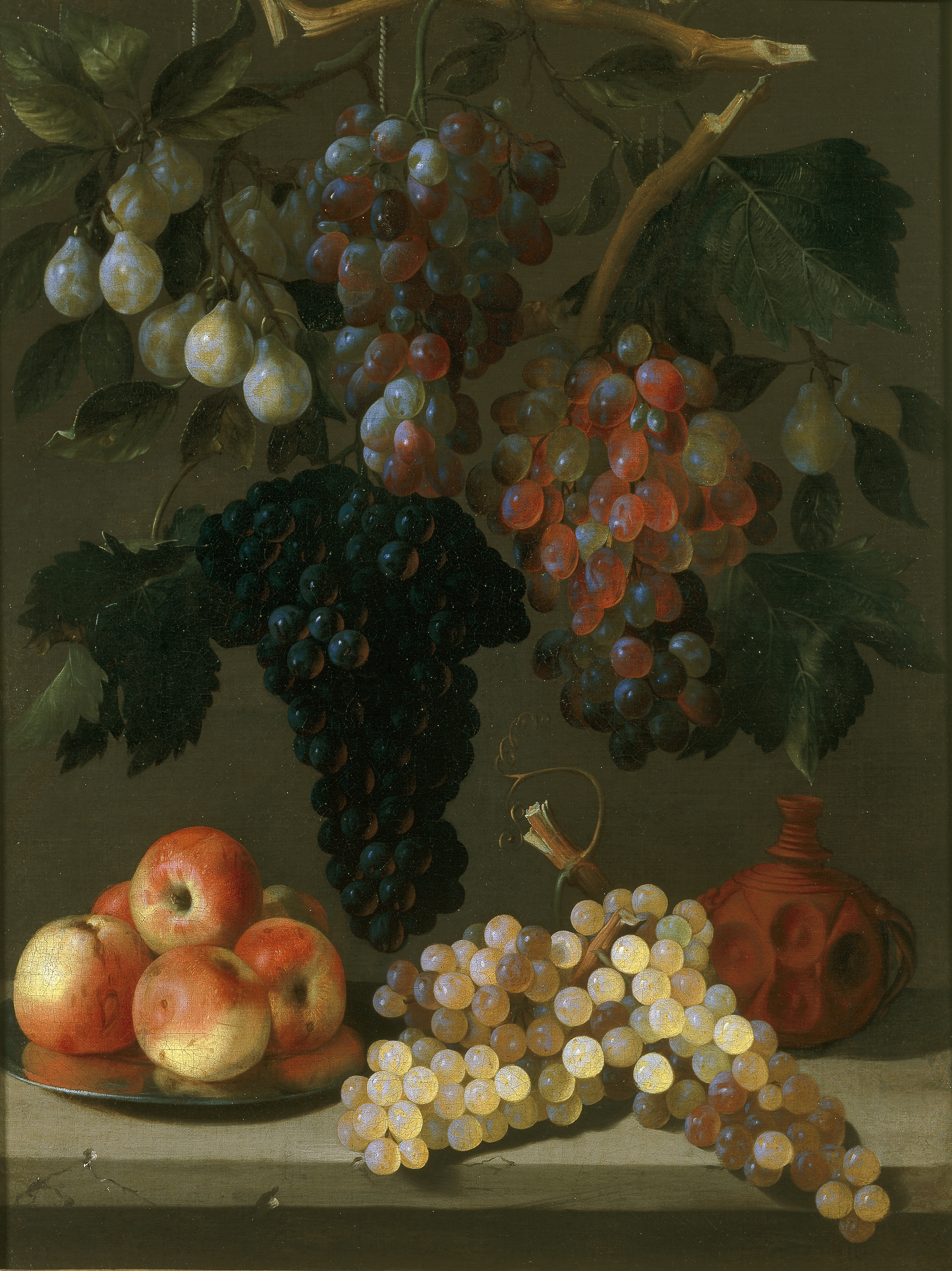
Х. Б. де Эспиноза. Натюрморт с виноградом, яблоками и сливами. Ок. 1630. Холст, масло. Прадо, Мадрид
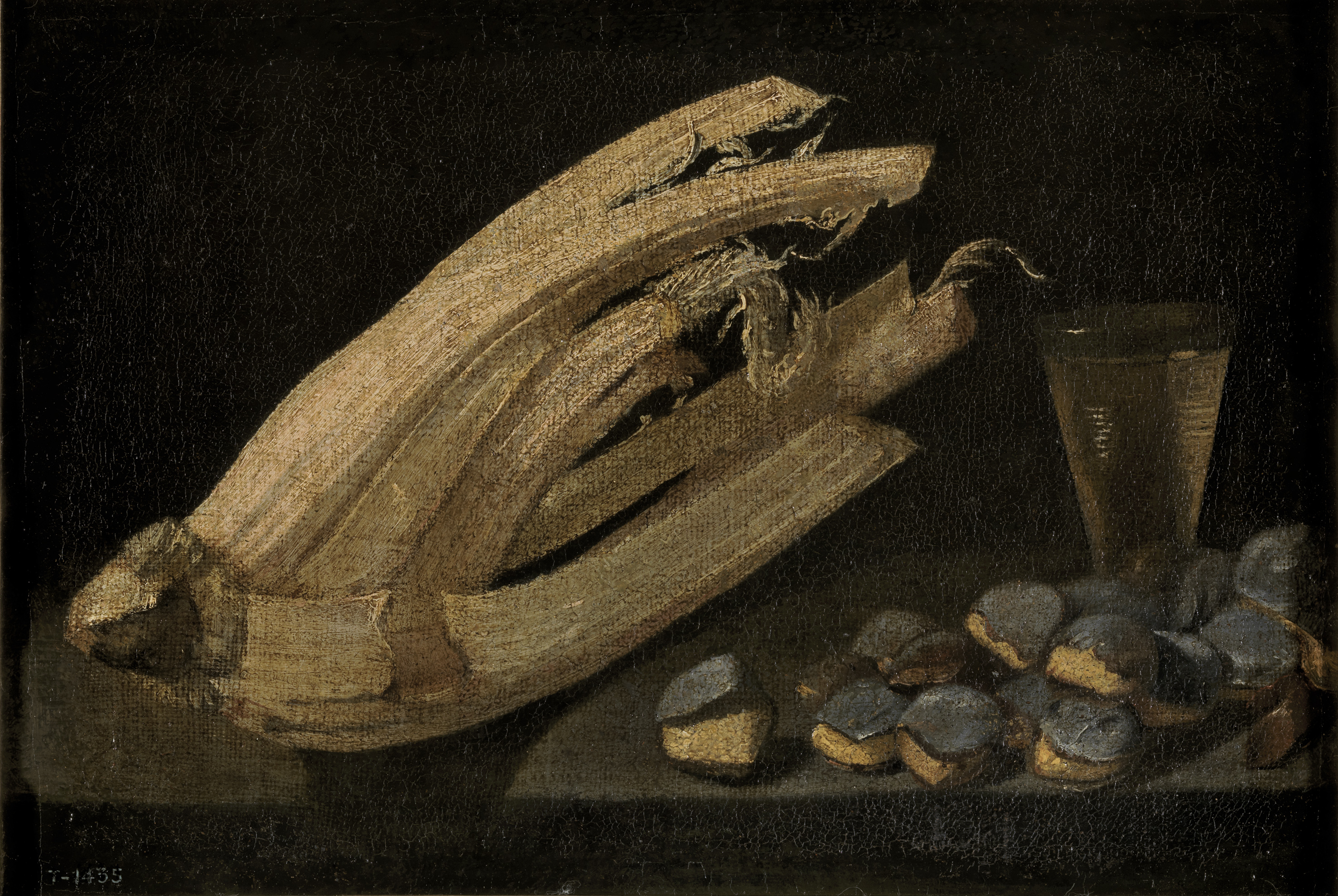
Ф. де Бургос Мантилла. Бодегон. Ок. 1630. Холст, масло. Прадо, Мадрид
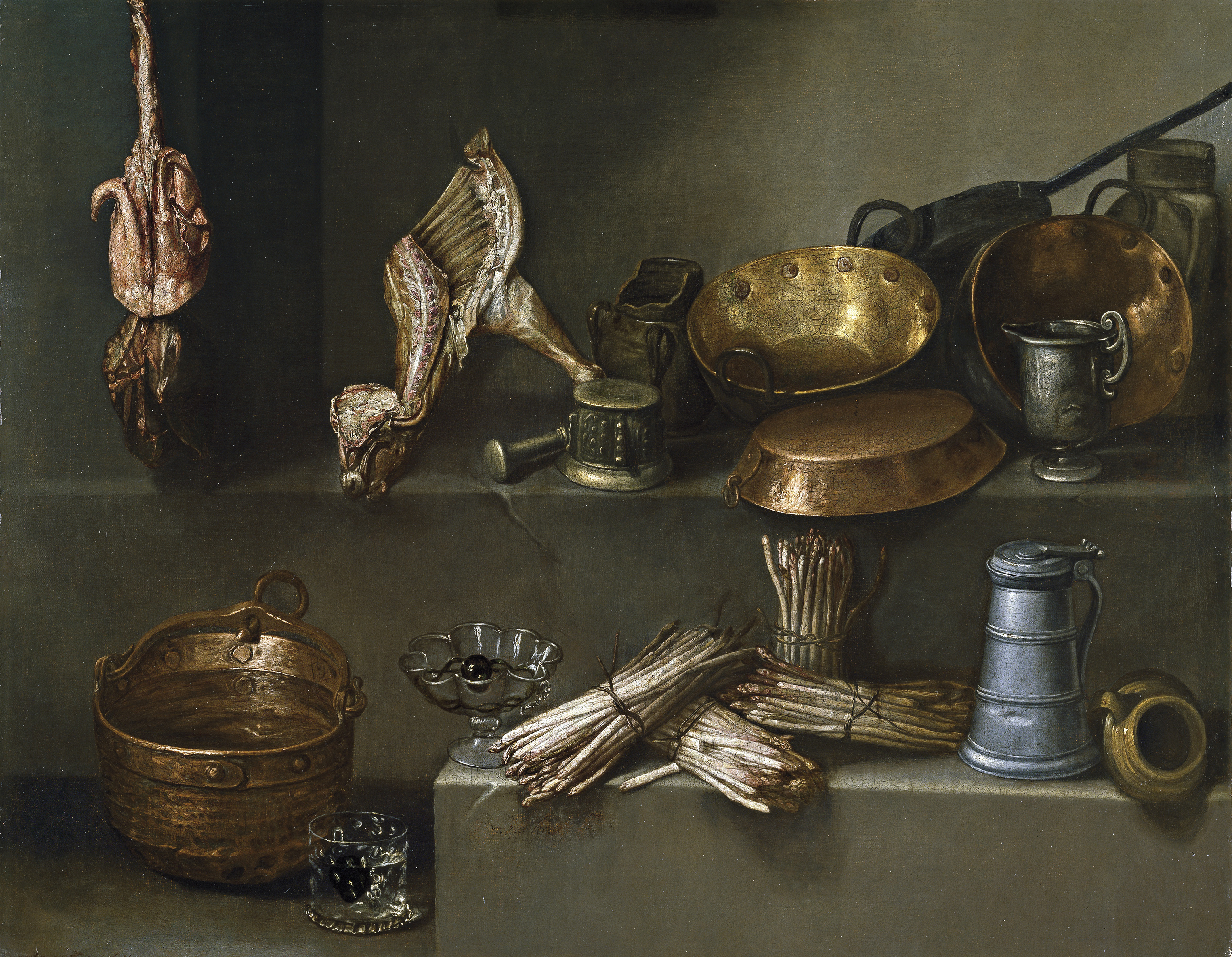
И. Ариас. Натюрморт с кухонными принадлежностями и спаржей. Ок. 1652. Холст, масло. Прадо, Мадрид
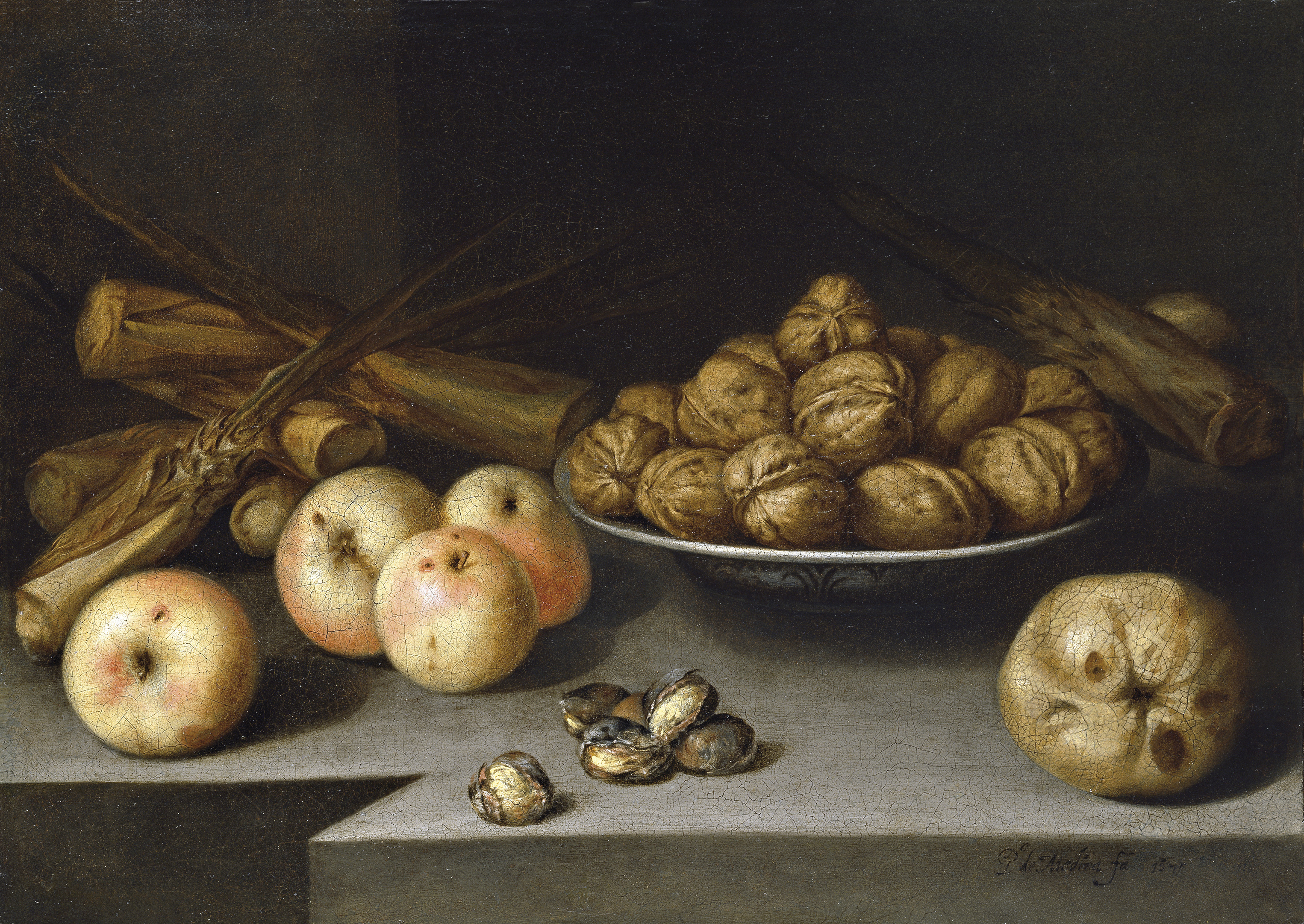
Педро де Медина Вальбуэна. Натюрморт с яблоками, орехами и сахарным тростником. 1645. Холст, масло. Прадо, Мадрид
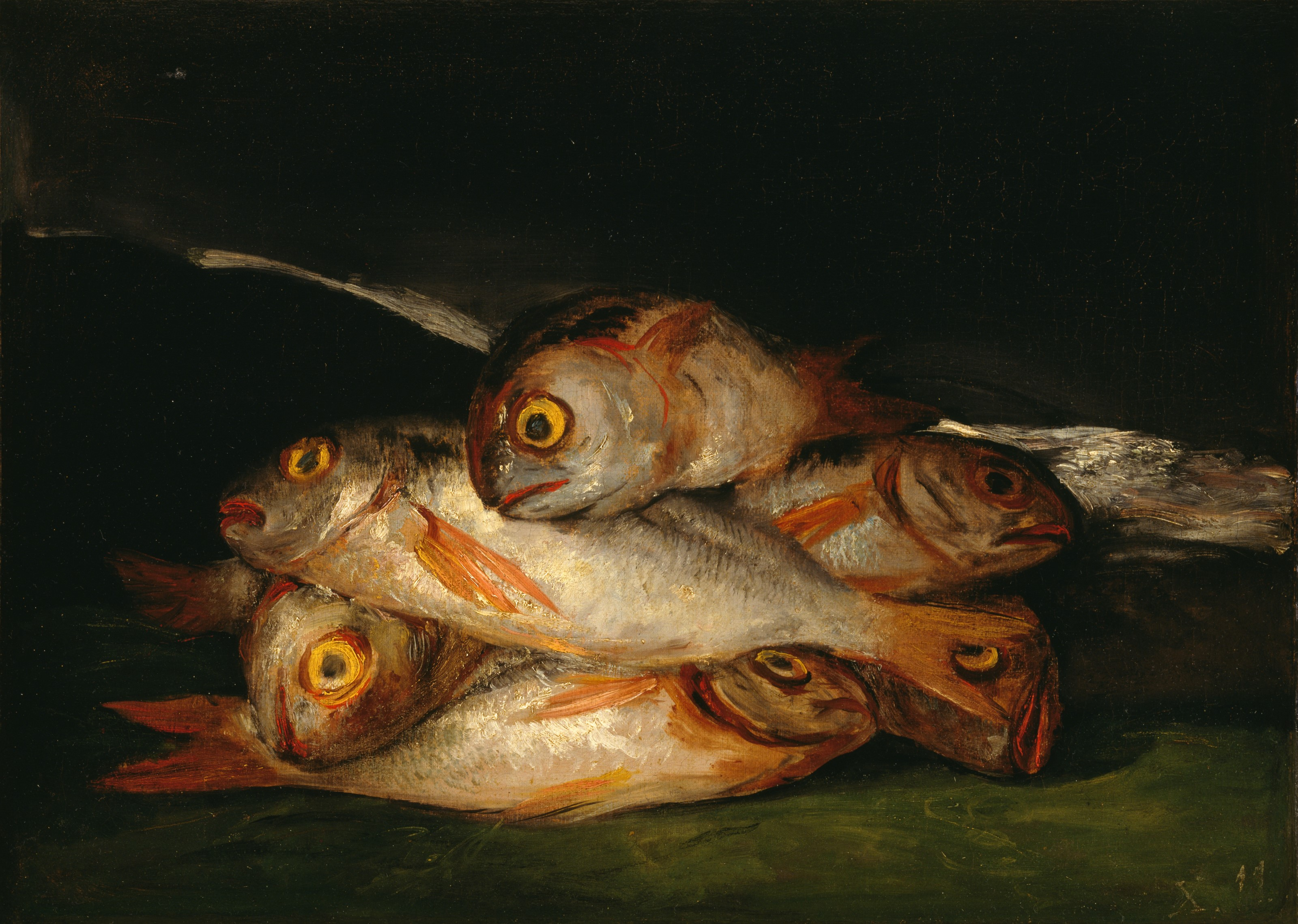
Ф. Гойя. Натюрморт с золотистым лещом. 1808. Холст, масло. Музей изящных искусств, Хьюстон, Техас, США